# ریچارد کاراپاس
ریچارد کاراپاس (اسپانیایی: Richard Carapaz‎؛ زادهٔ ۲۹ مهٔ ۱۹۹۳) دوچرخه‌سوار اهل اکوادور است.
از باشگاه‌هایی که در آن بازی کرده‌است می‌توان به تیم اسکای و تیم موویستار اشاره کرد.
وی در مسابقات کشوری و بین‌المللی در مجموع برندهٔ ۱ مدال طلا شده‌است.